# BMW Asian Open
O BMW Asian Open foi um torneio masculino de golfe profissional, cossancionado pelo Circuito Asiático e pelo Circuito Europeu. Foi criado em 2001, como parte do esforço do Circuito Europeu de se expandir pela Ásia e, em particular, pela China.
Duas edições foram disputadas no Ta Shee Golf and Country Club, em Twaian, antes do torneio se transferir para a China em 2004, no Tomson Shanghai Pudong Golf Club, em Pudong, Xangai.
Em 2015, Ernie Els estabeleceu um novo recorde do Circuito Asiático de maior margem de vitória quando triunfou por 13 tacadas. Em 2008, o prêmio era de pouco mais de dois milhões de dólares norte-americanos.

## Campeão
| Ano         | Campeão                   | País             | Pontuação | Ao par | Margem de vitória    | Vice-campeão(ões)                    | Ref   |
| ----------- | ------------------------- | ---------------- | --------- | ------ | -------------------- | ------------------------------------ | ----- |
| 2008        | Darren Clarke             | Irlanda do Norte | 280       | −8     | 1 tacada             | Robert-Jan Derksen                   | [ 1 ] |
| 2007        | Raphaël Jacquelin         | França           | 278       | −10    | 2 tacadas            | Søren Kjeldsen                       | [ 2 ] |
| 2006        | Gonzalo Fernández-Castaño | Espanha          | 281       | −7     | Playoff (1.º buraco) | Henrik Stenson                       | [ 3 ] |
| 2005        | Ernie Els                 | África do Sul    | 262       | −26    | 13 tacadas           | Simon Wakefield                      | [ 4 ] |
| 2004        | Miguel Ángel Jiménez      | Espanha          | 274       | −14    | 3 tacadas            | Simon Dyson                          | [ 5 ] |
| 2002 (2003) | Pádraig Harrington        | Irlanda          | 273       | −15    | 1 tacada             | Jyoti Randhawa                       | [ 6 ] |
| 2001 (2002) | Jarmo Sandelin            | Suécia           | 278       | −10    | 1 tacada             | Thongchai Jaidee José María Olazábal | [ 7 ] |